# Blair Atholl Mill

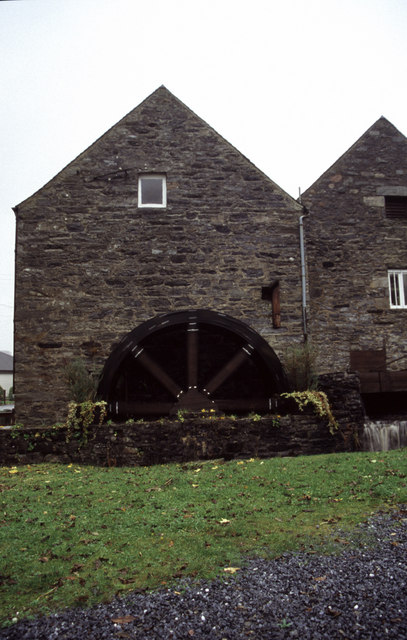
Blair Atholl Mill

Blair Atholl Mill ist eine unterschlächtige Wassermühle in den schottischen Highlands. Sie liegt in der Ford Road im Ort Blair Atholl in der Grafschaft Perthshire in der Council Area Perth and Kinross.

## Geschichte
Die erste urkundliche Erwähnung einer Wassermühle an der Stelle der heutigen Mühle stammt aus dem späten 16. Jahrhundert. Bis ins 20. Jahrhundert wurde an gleicher Stelle mit Hilfe von Wasserkraft Korn gemahlen. Erst 1929 wurde die mehrfach modernisierte Wassermühle stillgelegt, da sie gegenüber maschinell angetriebenen Großmühlen nicht mehr konkurrenzfähig war. 1977 wurde die Mühle restauriert und wieder in Betrieb genommen. Der Antrieb erfolgt nach wie vor durch Wasserkraft.

## Blair Atholl Mill heute
Obwohl die Mühle wieder arbeitet, ist Blair Atholl Mill heute vor allem eine Touristenattraktion. Das in der Mühle produzierte Mehl wird weitgehend an Ort und Stelle verbacken und das Brot im mühleneigenen Laden verkauft. Die Mühle ist von April bis Oktober öffentlich zugänglich.